# Катламет
Катламет (на английски: Cathlamet) е град в окръг Уакаякъм, щата Вашингтон, САЩ. Катламет е с население от 565 жители (2000) и обща площ от 1 km². Намира се на 24 m надморска височина. ЗИП кодът му е 98612, а телефонният му код е 360.